# Bonkeng jezik
Bonkeng jezik (ISO 639-3: bvg; bongken, bonkeng-pendia, bonkenge), nigersko-kongoanski jezik sjeverozapadne bantu skupine u zoni A, kojim govori 2 980 ljudi (2000) u kamerunskoj regiji Littoral.
Zajedno s još sedam drugih jezika čini podskupinu lundu-balong (A.10).

## Vanjske poveznice
- Ethnologue (14th)
- Ethnologue (15th)